# Kowale (powiat białostocki)
Kowale – wieś w Polsce położona w województwie podlaskim, w powiecie białostockim, w gminie Suraż.
W latach 1975–1998 miejscowość należała administracyjnie do województwa białostockiego.
Wierni kościoła rzymskokatolickiego należą do parafii Świętej Trójcy w Turośni Kościelnej.